# Euphrosyne

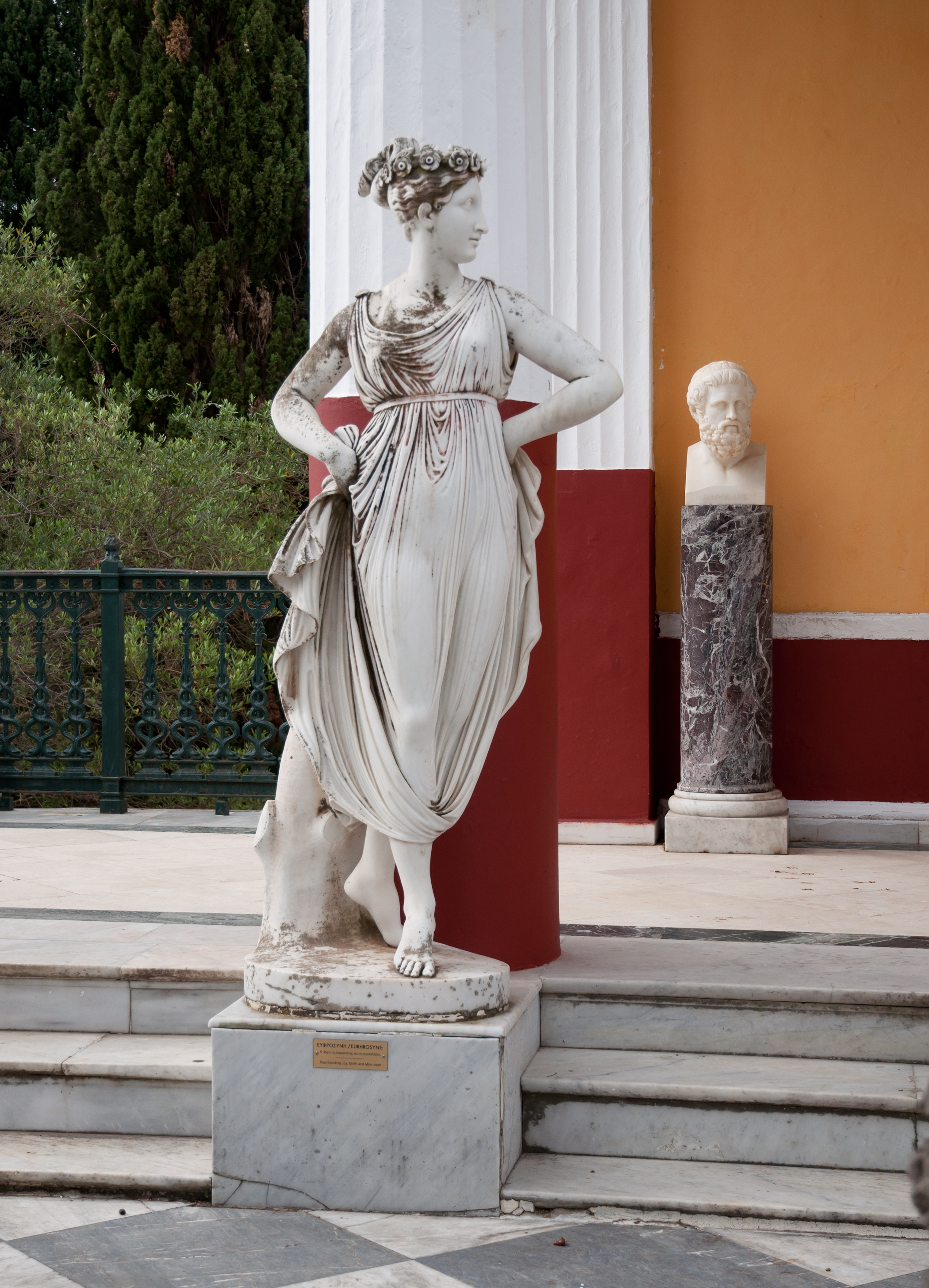
O statuie a Euphrosynei în palatul Achilleion, Corfu.

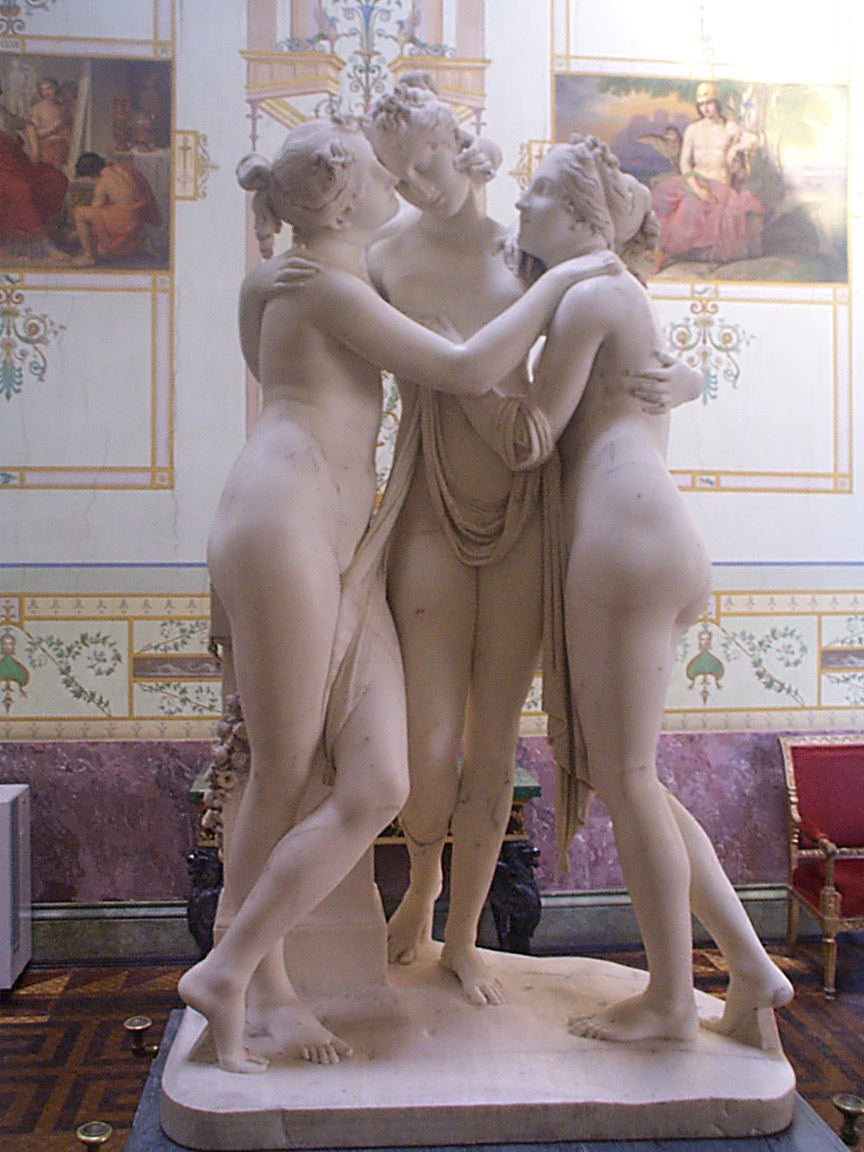
Euphrosyne (în stânga), reprezentată împreună cu surorile ei în sculptura Cele Trei Grații de la Ermitaj, St. Petersburg, Rusia

Euphrosyne (în greacă veche Εὐφροσύνη) a fost, în religia grecească antică, una dintre cele trei Grații. Ea era numită de obicei Euthymia (în greacă veche Εὐθυμία).

## Mitologia greacă
Potrivit mitologiei grecești, Euphrosyne și celelalte două Grații erau fiicele lui Zeus și a oceanidei Eurynome. Poetul grec Pindar afirmă că aceste zeițe au fost create pentru a aduce lumii plăcere și bunăvoință. Grațiile participau, de obicei, la banchetele organizate de zeița frumuseții Afrodita și însoțitorul ei Eros și dansau în cerc pe muzica divină a lui Apollo, împreună cu nimfele și muzele. Ea este, de obicei, reprezentată alături de surorile ei.
Euphrosyne este o zeiță a bucuriei sau veseliei, precum și întruparea grației și a frumuseții. Celelalte două Grații sunt Thalia (Voia bună) și Aglaea (Frumusețea sau Splendoarea). Fratele ei vitreg este Hefaistos, zeul focului, al metalelor și al metalurgiei, al fierarilor, sculptorilor și artizanilor. Numele ei este versiunea feminină a cuvântului grecesc euphrosynos, care înseamnă „veselie”.
În mitologia romană Grațiile au fost cunoscute ca Gratia.

## În artă și literatură
Ea poate fi văzută alături de celelalte două Grații în partea stângă a picturii Primavera a lui Botticelli. Sculptorul Antonio Canova a realizat o bine-cunoscută sculptură în marmură albă reprezentând cele trei Grații, în mai multe exemplare, inclusiv unul pentru John Russell, duce de Bedford.
John Milton a invocat-o în poemul L'Allegro.

## Cultul Euphrosynei
Cultul Euphrosynei și a surorilor ei a fost localizat în Atena, Sparta sau Boetia.

## În știință
Asteroidul 31 Euphrosyne este numit după zeiță, la fel și familia Euphrosinidae de viermi marini.